# Ржезник, Радим
Ра́дим Рже́зник (чеш. Radim Řezník; род. 20 января 1989, Чески-Тешин) — чешский футболист, защитник.

## Карьера
Свою карьеру Радим начал в «Банике» из города Острава, где провёл 97 матчей и забил 2 мяча. В большинстве матчей выходил в основном составе.

### Виктория (Пльзень)
К «Виктории» присоединился в сентябре 2011 года. Сыграв в сезоне 2011/12 11 матчей, завоевал с клубом бронзовые медали Гамбринус Лиги.
Следующий сезон для Радима выдался более успешным. Сыграв 26 матчей и забив 1 мяч, он стал вместе с клубом Чемпионом Чехии.

## Достижения
Виктория Пльзень
- Чемпион Чехии (5): 2012/13, 2014/15, 2015/16, 2017/18, 2021/22

## Сборная
В 2004 году дебютировал в составе юношеской сборной Чехии, принял участие в 38 играх на юношеском уровне, отметившись 1 забитым мячом.
С 2007 по 2011 годы привлекался в состав молодёжной сборной Чехии, вместе с которой участвовал в Чемпионате мира по футболу среди молодёжных команд 2009 и молодёжного чемпионата Европы 2011 года. Всего сыграл в 14 официальных матчах.

### Статистика выступлений за сборную
| Матчи за сборную Чехии | Матчи за сборную Чехии | Матчи за сборную Чехии | Матчи за сборную Чехии | Матчи за сборную Чехии | Матчи за сборную Чехии | Матчи за сборную Чехии |
| ---------------------- | ---------------------- | ---------------------- | ---------------------- | ---------------------- | ---------------------- | ---------------------- |
| №                      | Дата                   | Оппонент               | Счёт                   | Голы                   | Соревнование           |                        |
| 1                      | 3 сентября 2014        | США                    | 0:1                    | -                      | Товарищеский матч      |                        |
| 2                      | 10 сентября 2018       | Россия                 | 1:5                    | -                      | Товарищеский матч      |                        |
| 3                      | 14 октября 2019        | Северная Ирландия      | 2:3                    | -                      | Товарищеский матч      |                        |